# Рёмер, Оле
Олаф Кристенсен Рёмер (дат. Ole Christensen Rømer; 25 сентября 1644, Орхус — 19 сентября 1710, Копенгаген) — датский астроном, первым измеривший скорость света (1676).

## Биография
Рёмер родился в 1644 году в семье купца. Поступил в Копенгагенский университет. Олаф под руководством физика Расмуса Бартолина изучал математику и астрономию, затем помогал французскому астроному Жану Пикару в определении географического положения Ураниборга. Пикар убедил молодого Рёмера отправиться с ним в Париж, где Рёмер сделался деятельным сотрудником Кассини, и был очень скоро избран в члены Парижской академии наук. В 1671 году Олаф работал в Парижской обсерватории, был учителем Великого дофина и принимал участие в создании фонтанов Версаля.
По свидетельству Лейбница, Рёмер ранее 1676 года сделал важное в практическом отношении открытие, что эпициклоидические зубцы в зубчатом колесе производят наименьшее трение. В «Старых мемуарах парижской академии» были напечатаны некоторые сообщения Рёмера. Описанию изобретений Рёмера посвящён ряд статей, напечатанных в издании Machines approuv. entre 1666 et 1701 par l’Acad. de Paris» (I, 1735).
В 1681 году Рёмер возвратился на родину, в Данию, где король Христиан V назначил его королевским астрономом. Сделавшись профессором математики в Копенгагенском университете, он занялся устройством местной астрономической обсерватории, которая благодаря его трудам скоро заняла очень видное место в науке. Рёмер изобрел несколько астрономических инструментов: полуденную трубу (пассажный инструмент, установленный в меридиане), меридианный круг, экваториал с часовым кругом и дугой склонений, альтазимут. Из инструментов, изобретённых Рёмером, большим распространением в конце XVII веке пользовался микрометр, употребляемый при наблюдении затмений.
С помощью придуманных инструментов Рёмер произвёл целый ряд исследований: определил склонения и прямые восхождения более 1000 звёзд; делал в течение 17 или 18 лет наблюдения, которые, по его мнению, должны были привести к определению годичных параллаксов неподвижных звёзд. В 1728 году пожар уничтожил обсерваторию. Ученику и преемнику Рёмера по управлению обсерваторией, Педеру Хорребоу, удалось спасти незначительную часть рукописей Рёмера, о чём Педер в 1735 году напечатал в  Basis Astronomiae, seu Astronomiae pars mechanica.
Как королевский математик Рёмер разработал национальную систему мер и весов для Дании, которую ввели 1 мая 1683 года.
В 1705 году Рёмер был назначен на должности полицеймейстера и бургомистра в Копенгагене, которые занимал затем до самой своей смерти. Рёмер первым предложил поставить уличные фонари на улицах Копенгагена.
Рёмеру принадлежит заслуга введения в Дании в 1700 году григорианского календаря. После возвращения Рёмера на родину в печати появились только два принадлежащие ему сочинения — оба в «Miscellanea Berolinensia»: «Descriptio luminis borealis» (I, 1710) и «De instrumento astronomicis observationibus inserviente a se invento» (III, 1727). Первая биография Рёмера была написана Хорребоу и помещена в начале упомянутого выше сочинения.

## Определение скорости света
Определение долготы является важной практической задачей в картографии и навигации. Король Испании Филипп III предложил премию за метод определения долготы корабля. Галилей предложил метод определения времени суток и долготы, основанный на времени затмения спутников Юпитера, но метод оказался непрактичным из-за неточности таблиц Галилея и трудности наблюдения затмения на корабле. В сущности, система Юпитера использовалась как космические часы; этот метод существенно не улучшился, пока в XVIII веке не были разработаны точные механические часы.
После учёбы в Копенгагене Рёмер занимался астрономическими наблюдениями в обсерватории Uranienborg на острове Вен недалеко от Копенгагена в 1671. В течение нескольких месяцев Жан Пикар и Рёмер наблюдали около 140 затмений спутника Юпитера Ио, в то время как в Париже Джованни Доменико Кассини наблюдал те же затмения. После сравнения времён затмения была рассчитана разница в долготе Парижа и Ураниборга.
Кассини наблюдал спутники Юпитера между 1666 и 1668 годами и обнаружил несоответствия в измерениях, что он приписал конечности скорости света. В 1672 году Рёмер отправился в Париж и продолжил наблюдения спутников Юпитера в качестве помощника Кассини. Рёмер заметил и указал Кассини, что время между затмениями (в частности, Ио) становилось короче, когда Земля и Юпитер сближались, и длиннее, когда Земля удалялась от Юпитера. Кассини опубликовал в августе 1675 года короткие статьи, где он заявил:

Это неравенство возникает под воздействием света, которому необходимо какое-то время, чтобы от спутника дойти до наблюдателя, свет тратит около 10 мин 50 с, чтобы пересечь расстояние, равное половине диаметра земной орбиты.

Кассини позже отказался от этой гипотезы, которая была принята Рёмером. Рёмер считал, что время, необходимое свету на преодоление диаметра орбиты Земли, было около 22 минут (современная оценка — 16 минут 40 секунд). Его открытие было представлено во Французскую академию наук и обобщено. Вскоре после того в короткой статье он заявил, что «…для расстояния около 3000 лиг, близкого к величине диаметра Земли, свету нужно не одну секунду времени…». Точность расчётов задержки затмения Ио была настолько велика, что предсказывало его затмение 9 ноября 1676 года с опозданием на 10 мин. На обсерватории в Париже была установлена табличка в память о Рёмере, который работал в ней и произвёл первое измерение скорости света.
Рёмер не знал точного значения диаметра орбиты Земли, поэтому в своей работе он не указал конкретного значения вычисленной скорости света, отметив нижнюю границу скорости. Многие рассчитали скорость света по его данным, первым из них был Христиан Гюйгенс. После переписки с Рёмером, используя большее количество данных, Гюйгенс предположил, что свет распространяется со скоростью 16,6 диаметров Земли в секунду. Если бы Рёмер использовал свои собственные оценки расстояния от Земли до Солнца, он получил бы скорость света около 135 000 км/с.
Результаты Рёмера встретили интерес и понимание в Англии, Нидерландах и Германии (в том числе у Ньютона, Лейбница и Гюйгенса), однако во Франции семейство Кассини подвергло их критике, поскольку задержка затмений не была подтверждена для других спутников Юпитера. При жизни Рёмера надёжных подтверждений так и не поступило, и конечность скорости света стала в полной мере общепринятой, лишь когда в 1727 году Джеймс Брэдли измерил так называемую аберрацию света. В 1809 году, используя наблюдения Ио, но на этот раз более точные, астроном Деламбр вычислил время, необходимое свету на преодоление расстояния от Солнца до Земли, равное 8 минут 12 секунд. В зависимости от значения, взятого за астрономическую единицу, это даёт скорость света чуть более 300 000 км/с.

## Память
В 1935 г. Международный астрономический союз присвоил имя Оле Рёмера кратеру на видимой стороне Луны.